# Pierre Deligne
Pierre Deligne (3 d'octubre de 1944) és un matemàtic belga guardonat amb la medalla Fields el 1978. És conegut pels seus importantíssims treballs sobre les conjectures de Weil, que finalment aconseguiria demostrar el 1973.
Va néixer a Brussel·les, estudiant a la Universitat Lliure de Brussel·les (ULB). Després d'aconseguir doctorar-se, va treballar amb Alexander Grothendieck en l'Institut des Hautes Études Scientifiques (IHÉS), prop de París. Més tard va col·laborar amb Jean-Pierre Serre en el camp de les L-funcions. Igualment, treballaria amb David Mumford en una nova descripció de l'espai de moduli per a les corbes, una cosa que més tard seria utilitzada per al desenvolupament de la teoria de cordes.
Des de 1970, Deligne va ser membre permanent de la plantilla de l'IHÉS. En aquest moment desenvoluparia els seus treballs més rellevants a la recerca de trobar una prova per a la conjectura de Weil. Per a això, cooperaria amb George Lusztig i amb Anatol Rapoport. Aconseguiria provar la conjectura el 1973, i rebria la medalla Fields el 1978. El 1984 es traslladà a l'Institut d'Estudis Avançats de Princeton a Princeton. Més tard, el 1988, va rebre el premi Crafoord, i el 2004, el Premi Balzan.
El 2013 va ser guardonat amb el Premi Abel.

## Obra destacada
- Deligne, Pierre «La conjecture de Weil: I». Publications Mathématiques de l'IHÉS, 43, 1974, pàg. 273–307.
- Deligne, Pierre «La conjecture de Weil: II». Publications Mathématiques de l'IHÉS, 52, 1980, pàg. 137–252.
- Deligne, Pierre; Mostow, G. Daniel. Commensurabilities among Lattices in PU(1,n).  Princeton, N.J.: Princeton University Press, 1993. ISBN 0691000964.